# Nokia 1110
Nokia 1110 — мобильный телефон низшего сегмента, разработанный Nokia. Nokia 1110 был выпущен в 2005 году, а Nokia 1110i был выпущен в 2006 году. Телефоны были нацелены на тех, кто впервые использует мобильное устройство. По представлениям фирмы Nokia телефон Nokia 1110i был проще в использовании, был более надёжен и поставлялся по меньшей цене. Этот телефон очень похож на Nokia 1100.
Nokia 1110 был основным телефоном низшего сегмента, продаваемым с января по май 2007 года, затем был заменён на Nokia 1200. Ключевым рынком для телефона были развивающиеся страны.
Nokia 1112 модификация с белой подсветкой, как у Nokia 1101. Никаких существенных изменений не претерпел, кроме экрана. 
Телефон повторил успех своего предшественника, было продано около 250 млн моделей.

## Особенности
Nokia 1110 имеет инвертированный чёрно-белый дисплей (белые буквы на чёрном фоне) с жёлтой подсветкой, а Nokia 1110i имеет монохромный дисплей с обычной цветовой схемой. Длина 104 мм, ширина 44 мм, толщина 17 мм, вес 80г. Материал корпуса — пластик. Звонок полифонический, виброзвонок и громкая связь. Номера контактов в телефоне (максимум) — 200 номеров, память телефона — 4 Мб. Имеет разъём для ПК типа original. Органайзер и настраиваемые профили также присутствовали в телефоне.
Особенность телефона — крайне низкое энергопотребление: в режиме разговора батареи хватало на 5 ч. 20 мин., а в режиме ожидания  на 380 ч (15 дней). Оснащен аккумулятором на 900 mAh. Телефон имеет говорящие будильник и часы, аналоговые часы на дисплее и разговорный таймер.
Телефон имеет три встроенные игры, такие, как Snake Xenzia, Pocket Carrom и Dice Games.